# حاجي بمق (مقاطعة دهغلان)
حاجي بمق (بالفارسية: حاجی پمق) هي قرية تقع في قسم حومة دهغلان الريفي (مقاطعة دهغلان) في إيران. يقدر عدد سكانها بـ 435 نسمة بحسب إحصاء 2016.